# Dora Panofsky
Dora Panofsky (née Dorothea Mosse en 1885 et morte en 1965) est une historienne de l'art germano-américaine.

## Biographie

### Éducation
Dorothea Mosse naît le 24 juillet 1885 à Berlin en Allemagne. Elle est la fille d'Albert Mosse (1846-1925), avocat, et de Caroline Meyer (1859-1934). Elle est la sœur de l'avocate Martha Mosse (1884-1977), survivante du camp de concentration de Theresienstadt et témoin au procès de Nuremberg,. En 1915, elle rencontre l'historien de l'art Erwin Panofsky au séminaire berlinois du médiéviste Adolph Goldschmidt . Le couple se marie en 1916. Ils ont deux fils, Hans Panofsky (1917-1988), professeur de sciences de l'atmosphère à l'Université d'État de Pennsylvanie, et Wolfgang Panofsky (1919-2007), professeur de sciences physiques à l'Université Stanford. En 1934, la famille fuit l'Allemagne pour les États-Unis et, en 1940, Dora et Erwin Panofsky deviennent citoyens américains.

### Carrière
À la suite de la naissance des enfants du couple, Dora Panofsky assume les responsabilités familiales et Erwin Panofsky poursuit sa carrière académique. En 1931, elle accompagne Erwin Panofsky qui enseigne à Princeton aux États-Unis. Dans sa correspondance avec un collègue, il souligne son appréciation du milieu universitaire masculin de l'Institute for Advanced Study, qui lui rappelle celui d'Oxford. À l'inverse, elle remarque son caractère misogyne. En 1936, Dora Panofsky travaille sur la collection photographique des formules du pathos de William Heckscher (1904-1999), un élève d'Erwin Panofsky qui obtient son doctorat à l'Université de Hamburg la même année. Entre 1943 et 1958, elle retourne à ses propres recherches et ses articles scientifiques sont publiés (p. 113). 
Erwin Panofsky se voit attribuer le surnom Pan et Dora Panofsky celui de Dora. En 1950, ils adoptent le surnom PanDora, utilisé pour désigner le couple, et entreprennent ensemble une étude de la boîte de Pandore comme symbole de leur « destin littéraire ». Ils publient Pandora’s Box, The Changing Aspects of a Mythical Symbol en 1956. 
Dora Panofsky, dont la santé décline depuis le milieu des années 1940, décède en octobre 1965 (p. 113). 

## Ouvrages
- (en) Dora Panofsky, « Narcissus and Echo; Notes on Poussin's Birth of Bacchus in the Fogg Museum of Art », The Art Bulletin, vol. 31, no 2,‎ juin 1949, p. 112-120 (DOI: 10.2307/3047225)
- (en) Dora Panofsky, « The Textual Basis of the Utrecht Psalter Illustrations », The Art Bulletin, vol. 25, no 1,‎ mars 1943, p. 50-58 (DOI: 10.2307/3046861)
- (en) Dora Panofsky, « Gilles or Pierrot? : iconographic notes on Watteau », Gazette des beaux-arts, no 39,‎ 1952, p. 319-340
- (en) Dora Panofsky et Erwin Panofsky, Pandora's Box: The Changing Aspects of a Mythical Symbol, New York, Pantheon Books, 1956 / La boîte de Pandore. Les métamorphoses d'un symbole mythique, Éditions Hazan, 1990
- (en) Dora Panofsky et Erwin Panofsky, « The Iconography of the Galerie François Ier at Fontainebleau », Gazette des beaux-arts,‎ 1958, p. 113-190